# 洛陽號驅逐艦 (1975年)
洛陽號驅逐艦（英語：Lo Yang，舷號：DDG-14），亦稱洛陽軍艦，中華民國海軍陽字號驅逐艦之一，前身為美國海軍亞倫桑納級驅逐艦陶西格號（DD-746），是中華民國海軍第二代洛陽號，洛陽軍艦為換裝武進一型作戰系統並成為飛彈驅逐艦的9艘陽字號之一。

## 艦歷
洛陽號於1943年8月30日於伯利恆造船廠安放龍骨，1944年1月25日下水。 
1974年美國將亞倫桑納級驅逐艦陶西德號售予中華民國，並由時任中華民國海軍總司令宋長志上將核定取代原班森級之洛陽軍艦，舷號為DD-914，同年5月26日正式服勤,1979年，洛陽軍艦完成武進一型作戰系統改裝，並進行復陽工程，洛陽軍艦成為中華民國海軍首艘完成復陽及改裝武進一型之飛彈驅逐艦，洛陽軍艦由於火力猛、速度快、戰力強，並多次精確擊中靶船及飛靶，而贏得「洛陽神艦」的讚譽，另外洛陽軍艦歷任艦長中有四任先後升任海軍總司令亦為洛陽軍艦之佳話。
2000年2月16日，洛陽軍艦於中華民國海軍除役。

## 歷任艦長
資料來源：
| 順序 | 姓名   | 軍銜 | 上任日期       | 卸任日期       | 備註                                     |
| ---- | ------ | ---- | -------------- | -------------- | ---------------------------------------- |
| 1    | 莊銘耀 | 上校 | 1973年12月16日 | 1975年7月14日  | 任期含第一代洛陽軍艦，日後升任海軍總司令 |
| 2    | 顧崇廉 | 上校 | 1975年7月14日  | 1976年7月17日  | 日後升任海軍總司令                       |
| 3    | 張惠林 | 上校 | 1976年7月17日  | 1978年1月14日  |                                          |
| 4    | 盧庸籬 | 上校 | 1978年1月14日  | 1979年6月9日   |                                          |
| 5    | 吳子房 | 上校 | 1979年6月9日   | 1981年3月9日   |                                          |
| 6    | 陳堅忍 | 上校 | 1981年3月9日   | 1982年8月15日  |                                          |
| 7    | 李傑   | 上校 | 1982年8月15日  | 1983年12月24日 | 日後升任海軍總司令                       |
| 8    | 韓斌   | 上校 | 1983年12月24日 | 1985年4月2日   |                                          |
| 9    | 金鑫   | 上校 | 1985年4月2日   | 1986年10月4日  |                                          |
| 10   | 牛永源 | 上校 | 1986年10月4日  | 1988年1月19日  |                                          |
| 11   | 馮日熙 | 上校 | 1988年1月19日  | 1989年4月25日  |                                          |
| 12   | 宣蓬萊 | 上校 | 1989年4月25日  | 1990年10月6日  |                                          |
| 13   | 張瑞帆 | 上校 | 1990年10月6日  | 1991年10月18日 |                                          |
| 14   | 汪冠群 | 上校 | 1991年10月18日 | 1993年1月1日   |                                          |
| 15   | 梁功凱 | 上校 | 1993年1月1日   | 1994年5月28日  |                                          |
| 16   | 景春華 | 上校 | 1994年5月28日  | 1996年6月28日  |                                          |
| 17   | 袁中興 | 上校 | 1996年6月28日  | 1996年12月21日 |                                          |
| 18   | 楊文輝 | 上校 | 1996年12月21日 | 1998年7月4日   |                                          |
| 19   | 梁紀信 | 上校 | 1998年7月4日   | 2000年2月16日  |                                          |

### 陽字艦
- 丹陽號驅逐艦
- 慶陽號驅逐艦
- 洛陽號驅逐艦 (I)
- 遼陽號驅逐艦
- 瀋陽號驅逐艦
- 德陽號驅逐艦

## 資料來源
1. ↑  .   [2021-01-26]. （原始内容存档于2020-08-07）.